# Hrabstwo Refugio

Piramida wieku hrabstwa

Hrabstwo Refugio – hrabstwo położone w USA, w stanie Teksas. Utworzone w 1836 r. Siedzibą hrabstwa jest miasteczko Refugio.

## Geografia
Według danych amerykańskiego Biura Spisów Ludności (U.S. Census Bureau), hrabstwo zajmuje powierzchnię 2119 km², z czego 1995 km² stanowią lądy, a 124 km² (5,8%) stanowią wody.

### Miasta
- Austwell
- Bayside
- Refugio
- Woodsboro

### CDP
- Tivoli

### Sąsiednie hrabstwa
- Hrabstwo Victoria (północ)
- Hrabstwo Calhoun (północny wschód)
- Hrabstwo Aransas (południowy wschód)
- Hrabstwo San Patricio (południe)
- Hrabstwo Bee (zachód)
- Hrabstwo Goliad (północny zachód)

## Gospodarka
- akwakultura (18. miejsce w stanie)[1]
- uprawa bawełny, sorgo, warzyw i kukurydzy[1]
- wydobycie ropy naftowej i gazu ziemnego[2]
- 24% mieszkańców zatrudnionych w usługach zdrowotnych i edukacyjnych[3]
- hodowla koni i bydła[1].

## Demografia
W latach 2000–2020 populacja hrabstwa skurczyła się o 13,9%. Według danych z 2023, struktura rasowa wyglądała następująco:
- Latynosi – 51%
- biali nielatynoscy – 40,7%
- czarni lub Afroamerykanie – 7,1%
- rdzenni Amerykanie – 1,2%
- Azjaci – 0,9%.

## Religia
Członkostwo w 2020 roku:
- protestanci (w większości baptyści) – ok. 50%
- katolicy – 31,5%
- świadkowie Jehowy – 1,7%.